# 화상병
화상병 또는 불마름병(火傷病, fire blight)은 배와 사과등의 장미과 식물에 생기는 세균병이다. 원인이 되는 병원균은 화상병균 (학명: Erwinia amylovora 에르위니아 아밀로보라[*])이다. 배, 사과, 마가목 등에 발생하며 1년 안에 나무를 고사시킨다.

## 피해 역사
일제 강점기의 문헌에 발생기록이 남아있지만 실제 발생이 확인되지 않았다. 그러나 1990년대 후반부터 배나무에서 가지마름병과 비슷한 병이 발생했다. 2015년에는 경기도 안성을 시작으로, 천안과 충북 제천 등에서도 화상병 발생이 확인되었다. 국가 방역당국에서 식물 방역법을 발효해 발병주를 모두 제거하였으며 병 발생 과수원을 전원 폐원조치한 적이 있다.

## 병징

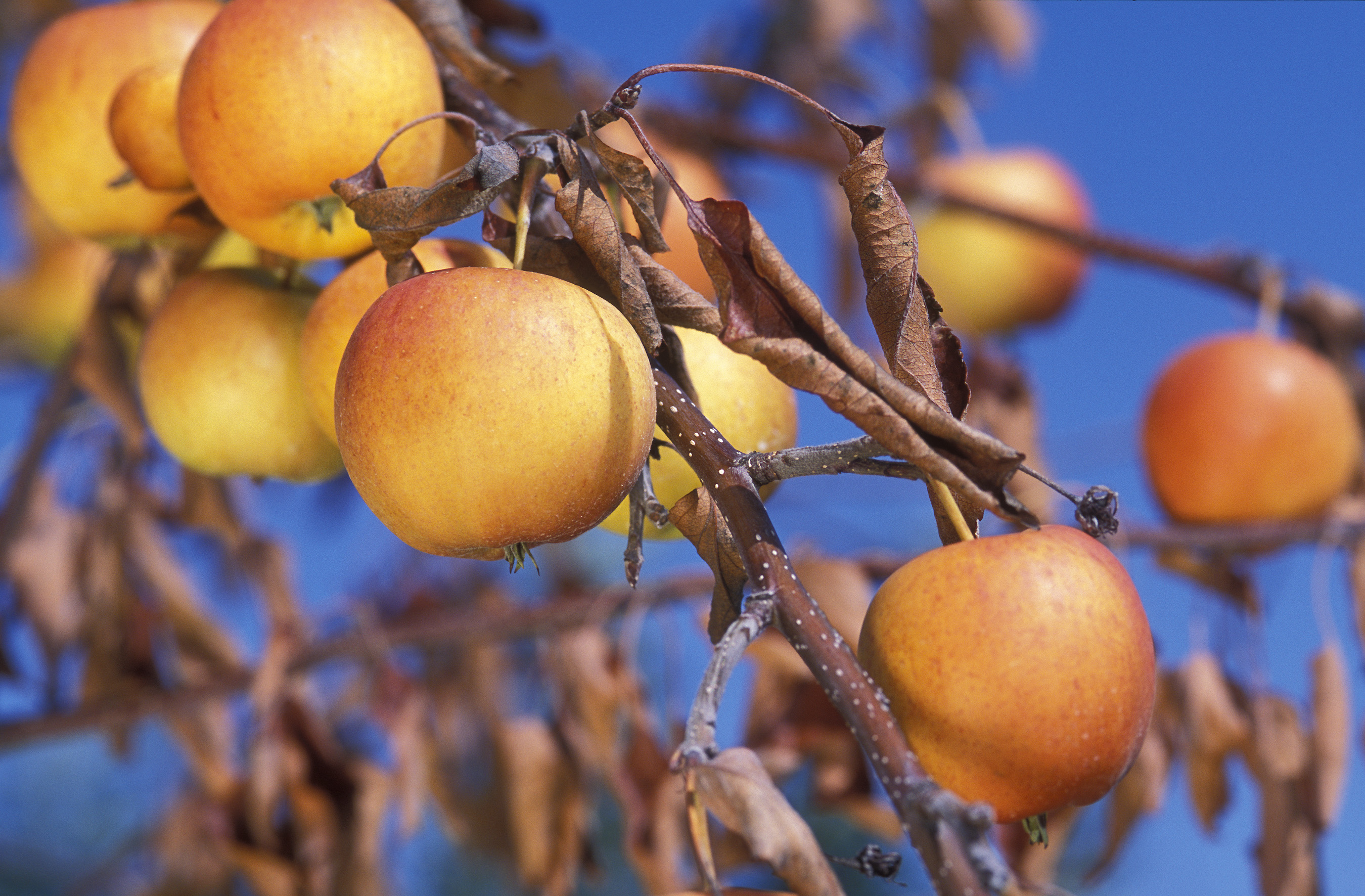
화상병으로 사과나무에 생긴 그을음 잎.

증상으로는 꽃이 시들고, 불에 탄듯 줄기와 잎이 갈색으로 변한다. 잔가지와 가지에는 암종(癌腫)병이 발생하기도 한다. 신초 끝이 갈고리 모양으로 구부러진다. 증상이 심해질 경우 궤양이 발생하기도 한다.

## 전염 경로
첫 번째로 곤충이나 꿀벌에 의해 주로 다른 나무로 전염된다. 두 번째로는 비에 씻긴 병원균이 다른 나무로 이동해 전염된다.
바람이나 모래, 우박등으로인한 상처로인해 2차감염이되고 그 외에도 진딧물, 매미등 으로인해 2차감염이된다.

## 생존 조건
- 높은 강수량
- 긴 개화 시기
- 높은 영양상태
- 온도 24~28 °C 이내

## 방제
- 항생물질인 스트렙토마이신 투여한다. 이는 비용이 많이 들고 24시간 밖에 지속하지 못하는 단점이 있다.
- 감염된 부분을 15cm 이하로 잘라준다.
- 영양 공급을 줄인다.
- 농기구를 항상 소독한다.

## 발견과정
1780년 미국에서 최초로 발견되어, 화상병으로 인해 세균이 식물에 병을 일으킬 수 있다는 것을 알게 되었다.(최초로 밝혀진 식물 세균병이다.) 한국에서는 발병하지 않다가 지난 2015년 경기도 안성의 배 농가에서 처음으로 발병하고였고, 천안·제천 등으로 발병 지역이 확대되었다.

## 에르위니아 아밀로보라(Erwinia amylovora)
'세균이 식물에 병을 일으킨다.'라고 주장한 어윈 프링크 스미스(Erwin Frink Smith)의 이름에서 유래해 Erwinia amylovora라는 이름이 붙게 되었다. 대부분의 세균이 그렇듯이 세균성 점액질(bacterial ooze)를 분비한다. 글루칸과 같은 당 성분이 식물의 물관과 체관을 막아 시드는 병징을 닐으킨다.